# Question (EP)
Question é o segundo EP do grupo feminino sul-coreano, CLC.

## Antecedentes
O grupo feminino CLC, fez seu primeiro retorno com o lançamento de seu segundo mini-álbum "Question". O álbum e o videoclipe de seu single promocional "Curious (Like)" foi lançado em 28 de maio. A música foi feita pelos compositores Seo Jaewoo, Big Sancho e Son Youngjin, e é centrada em torno dos jovens corações de um amor unilateral.

## Lista de músicas
| N.º | Título                     | Letras                               | Música                               | Arranjo                              | Duração |  |
| 1.  | "Hey-Yo"                   | Big Sancho, FERDY, Lee Brian D       | Big Sancho, FERDY                    | Big Sancho, FERDY                    | 3:34    |  |
| 2.  | "Curious (Like)" (궁금해)  | Big Sancho, Seo Jaewoo, Son Youngjin | Big Sancho, Seo Jaewoo, Son Youngjin | Big Sancho, Seo Jaewoo, Son Youngjin | 3:45    |  |
| 3.  | "Lucky"                    | Duble Sidekick, Seion, David Kim     | Duble Sidekick, Seion                | 영광의 얼굴들                        | 3:09    |  |
| 4.  | "Hide and Seek" (숨바꼭질) | Jung Il-hoon                         | Jo Sung-ho, FERDY                    | Jo Sung-ho, FERDY                    | 3:20    |  |
| 5.  | "What Do I Do" (어쩌죠)    | Big Ssancho, Son Youngjin            | Son Youngjin                         | Son Youngjin                         | 3:48    |  |

## Histórico de lançamentos
| País          | Data               | Gravadora                       | Formato              |
| ------------- | ------------------ | ------------------------------- | -------------------- |
| Coreia do Sul | 28 de maio de 2015 | Cube Entertainment CJ E&M Music | CD, Download digital |